# برنارد لويس (كيميائي)
برنارد لويس (بالإنجليزية: Bernard Lewis) هو كيميائي أمريكي، ولد في 1899 في لندن في المملكة المتحدة، وتوفي في 23 مايو 1993 في بيتسبرغ في الولايات المتحدة.